# Насул Антал
Насул Антал — чувашский писатель, переводчик. Родился 1 октября 1932 года в дер. Яскюль Буинском районе Татарстана. Умер 4 ноября 1987 года в Чебоксарах.
В СП СССР с 1978 года.

## Биография
Учась ещё в школе, он тяготел к литературе. Пробовал перо в школьной стенгазете.
Получил образование в Казанской Высшей партшколе. Работал в газете «Коммунизм ялавĕ», Чувашском книжном издательстве.

## Работы
Напечатанные произведения:
- «Йĕрсем» — Следы (1970);
- «Тута çинчи юр пĕрчи» Снежинка на губах (1973);

Также переводил на чувашский язык произведения русских авторов.